# 田川 (利根川水系)
田川（たがわ）は、栃木県日光市を源流とし、宇都宮市、下野市を流れ、同県小山市で田川放水路を経て鬼怒川に合流する一級河川である。旧水路は栃木県小山市から茨城県結城市に至り鬼怒川に合流するが、田川放水路の整備により河川としての実質上の合流点は小山市となっている。

## 地理
栃木県日光市七里の低山地や志度淵川の分水に源を発する。日光市猪倉、宇都宮市石那田町、徳次郎町を経て宇都宮市街部を流れ、さらに宇都宮市川田町、横田、上三川町石田、下野市谷地賀、小山市延島新田から田川放水路を経て鬼怒川に合流する。田川旧水路の鬼怒川合流地点は茨城県結城市と茨城県筑西市の境となっている。
全長は78km、流域面積245.8km2は、鬼怒川支流の中で最大である。田川の支流は赤堀川、山田川など11の一級河川から成る。
田川上流部は低山地で長閑な田園地帯が広がり、果樹園や雑木林が見られる。田川中下流域は宇都宮市街地の他、水田として利用されている。
江戸時代初期には用水の取り込みが行われ、流域の水田を灌漑していたとされる一方、「暴れ川」としても知られ、氾濫に伴う流路変更があったといわれる。治水事業としては、用水路開削や霞堤などが行われてきた。

## 歴史
古来、田川開世は「暴れ川」であった。多雨季の氾濫によりその流路は度々変更され、氾濫域には肥沃な土壌が形成された。一方、上中流域では流れに沿って土地が削られ河岸段丘が発達し、谷底平野（沖積地）が形成された。
江戸時代以降、田川からは宇都宮藩や幕府によって近隣地域に灌漑用水が引かれ、田畑を潤した。中でも二宮尊徳が宇都宮北西部の台地に引水した宝木用水（新川）や、下流部下野市・小山市・茨城県結城市に亘る吉田用水が著名である。

## 治水
田川の氾濫に対する治水事業としては、古来、霞堤の設置による堤防決壊・溢水の防止対策が取られてきた。近年では台風の被害に対する対策が取られ、逆川から鬼怒川合流部までの区間の台風対策計画は施工が完了している。今後は逆川上流部および田川支川の武名瀬川、御用川における河道改修工事等が進められることになっている。一方で宇都宮市街地の拡大など流域の都市化が進むと、降雨時の時間あたり河川流入水量が増大することから、今後は下流部での被害増大も視野に入れた浸水被害対策が必要とされている。
1947年（昭和22年）9月の洪水
カスリーン台風による洪水。宇都宮観測所で総雨量250mm越えの降雨を観測し、被害は県全域で死者300人超、浸水家屋4万戸超、田畑冠水25,000haに及んだ。
1986年（昭和61年）8月の洪水
台風10号による洪水。宇都宮観測所で総雨量250mm程度の降雨を観測し、被害は浸水面積46平米、浸水家屋200戸超、田畑冠水で28haの被害を生じた。
1997年（平成9年）6月の洪水
台風7号による洪水。宇都宮観測所で総雨量150mm超を観測し、35haの浸水被害を生じた。
1998年（平成10年）8月の洪水
集中豪雨による洪水。宇都宮観測所で総雨量250mmを観測した。81haの浸水被害を生じた。
2019年（令和元年）10月の洪水
令和元年東日本台風（台風19号）による洪水。2019年10月12日15時頃から非常に強い降雨となり、明治橋水位観測所では氾濫危険水位を9時間にわたり超過した。同日22時30分頃には宇都宮駅西側で大規模な氾濫が発生した。

## 流域の自治体
栃木県
日光市、宇都宮市、河内郡上三川町、下野市、小山市
茨城県（旧水路のみ）
結城市

## 支流
- 逆川（日光市）
- 赤堀川
- 逆川（宇都宮市）
- 一侍川
- 御用川
- 釜川
- 武名瀬川
- 山田川

## 橋梁
- 栃木県日光市
  - 田川新橋（栃木県道70号宇都宮今市線）
  - 川窪橋
  - 下田橋
  - 田川橋（栃木県道110号下野大沢停車場線）
  - 新細内橋
  - 一本橋
  - 犬塚橋（新里街道）
- 栃木県宇都宮市
  - 田川大橋（日光街道）
  - 新横川橋
  - 大網上橋
  - 大網下橋
  - 毘沙門橋
  - 上横倉橋（国道293号）
  - 上金井大橋（東北自動車道側道）
  - 桜橋
  - 城橋（横山街道）
  - 横山橋
  - 瓦谷田川橋
  - 田川橋（長岡街道）
  - 新関堀橋（宇都宮環状道路：国道119号豊郷バイパス）
  - 西所橋
  - 鎌倉橋（田原街道）
  - 大曽橋（競輪場通り）
  - 錦橋
  - 大錦橋（大錦橋通り）
  - 大泉橋（大泉橋通り）
  - 東橋（県庁前通り）
  - 幸橋（陸羽街道）
  - 宮の橋（大通り）
  - 押切橋（旧古多橋または小田橋）
  - 洗橋（いちょう通り）
  - 城東橋
  - 簗瀬橋（上三川街道）
  - 簗瀬大橋（平成通り）
  - 金井田橋
  - 旭陵橋（旭陵通り）
  - 田川橋梁（JR宇都宮線・日光線）
  - 新田川橋（国道4号）
  - 川田橋
  - 平元橋（平元通り）
  - 横川橋
  - 第二横田橋
  - 田川橋梁（宇都宮環状道路：国道121号）
  - 中島橋
  - 下反町橋
  - 田町与橋
  - 孫八橋（栃木県道193号雀宮真岡線）
  - 野ゾ花橋
  - 二千年都橋（北関東自動車道側道）
- 栃木県上三川町
  - 石田橋
  - 下石田橋
  - 神主橋
  - 川神橋
  - 川中子橋（栃木県道71号羽生田上蒲生線）
  - 上落合橋
  - 落合橋
  - 明治橋（国道352号）
  - 蒲生橋
  - 田川橋（新4号国道）
  - 町田橋
- 栃木県下野市
  - 谷地賀橋（栃木県道310号下野二宮線）
  - 塚越橋
- 栃木県小山市
  - 蛇続橋
  - 坪山橋（栃木県道44号栃木二宮線）
  - 宝蔵寺橋
  - 舟戸大橋（結城街道）：田川放水路
  - 舟戸橋：田川放水路
  - 七ツ橋：田川放水路
  - 田川橋
  - 天神橋
  - 手こし橋
  - 三宝谷橋
  - 伝河原橋
  - 田川橋（栃木県道214号福良羽川線）
  - 上梁橋
  - 向田橋
  - 梁橋（結城街道）
  - 福良橋（栃木県道・茨城県道204号結城二宮線）

以下は旧水路上にある橋梁。
- 茨城県結城市
  - 秋谷瀬橋
  - 越渡橋
  - 新田川橋（国道50号）
  - 田川橋（結城バイパス）
  - 十二天橋